# Piet Schoonenberg
Petrus Johannes Albertus Maria (Piet) Schoonenberg (Amsterdam, 1 oktober 1911 - Nijmegen, 21 december 1999) was een Nederlands geestelijke en hoogleraar aan de Katholieke Universiteit Nijmegen.

## Biografische schets
Schoonenberg trad in 1930 toe tot de orde der Jezuïeten en studeerde vervolgens filosofie aan het Berchmanianum in Nijmegen en theologie aan het Canisianum te Maastricht, waarna hij zijn studies in Rome voltooide. Hij promoveerde op een proefschrift getiteld Theologie als geloofsverkondiging. Hij werd daarmee een van de grondleggers van de Nouvelle Théologie.
In 1964 trad hij in dienst van het Hoger Katechetisch Instituut in Nijmegen en werd hij tevens benoemd tot hoogleraar aan de Katholieke Universiteit aldaar. Edward Schillebeeckx was er zijn naaste collega. Schoonenberg was de auctor intellectualis van de Nieuwe Katechismus, die het Katechetisch Instituut na het Tweede Vaticaans Concilie vervaardigde in opdracht van de Nederlandse Bisschoppenconferentie. Schoonenberg werkte volgens een vaste methode: eerst teruggaan naar de Schrift en van daaruit bezien hoe de traditie zich hieruit ontwikkelde. Hij werd meermaals berispt door de Congregatie voor de Geloofsleer. Met name zijn christologie moest het ontgelden.

## Werken
- Theologie als geloofsvertolking. Een kritische samenvatting van de leerstellige inhoud der hedendaagse katholieke franse literatuur over de verhouding der speculatieve theologie tot het geloof. [Z.p.], 1948 (proefschrift)
- Het geloof van ons doopsel, (4 delen) 1955-58
- Hij is een God van mensen, 1966
- De geest, het woord en de zoon, 1991
- De Christus 'van boven' en de christologie 'van beneden', 1992